# Threticus incurvus
Threticus incurvus är en tvåvingeart som beskrevs av Krek 1972. Threticus incurvus ingår i släktet Threticus och familjen fjärilsmyggor. Inga underarter finns listade i Catalogue of Life.